# Gitit (software)
Gitit je software realizující wiki, který je (podobně jako ikiwiki a Gollum Wiki) postaven na využití některého podporovaného distribuovaného verzování a softwaru Pandoc pro využití některé z podporovaných značkovacích jazyků. Samotný Gitit je napsaný v Haskellu a uvolněn pod GNU GPL, jedná se tedy o svobodný software.  
Podporované systémy správy verzí jsou Git, Darcs a Mercurial. Podporované formáty zdrojového kódu jsou markdown, reStructuredText, LaTeX, HTML a samotný Haskell, a podporované výstupní formáty jsou LaTeX, ConTeXt, DocBook, RTF, OpenDocument a jazyk MediaWiki. Rovněž jsou podporovány MathML a MathJax.
Pro ukázky zdrojových kódů je podporováno zvýraznění syntaxe.